# EN 1062
Die Normenenreihe EN 1062 beschreibt die Kriterien für Fassadenfarben, ähnlich der EN 13300 für Innenfarben. Ihr Titel lautet „Beschichtungsstoffe und Beschichtungssysteme für mineralische Substrate und Beton im Außenbereich“.
Diese Norm stellt ein Einteilungssystem dar, dass unterschiedliche physikalische Merkmale darstellen kann:
- Glanz(-grad)
- Trockenschichtdicke
- Wasserdampf-Diffusionsstromdichte
- Durchlässigkeit für Wasser
- Rissüberbrückung
- Kohlenstoffdioxid-Durchlässigkeit

## Normteile
Derzeit (Stand April 2021) sind in Deutschland folgende Teile der Normenreihe gültig:
| Teil    | Titel                                                                  | Stand |
| ------- | ---------------------------------------------------------------------- | ----- |
| Teil 1  | Einteilung                                                             | 2004  |
| Teil 3  | Bestimmung der Wasserdurchlässigkeit                                   | 2008  |
| Teil 6  | Bestimmung der Kohlenstoffdioxid-Diffusionsstromdichte (Permeabilität) | 2002  |
| Teil 7  | Bestimmung der rissüberbrückenden Eigenschaften                        | 2004  |
| Teil 11 | Verfahren für die Konditionierung vor der Prüfung                      | 2002  |

## Glanz(-grad)
- Klasse G1 = glänzend (Messwinkel 60°)
- Klasse G2 = mittlerer Glanz (Messwinkel 60°/85°)
- Klasse G3 = matt (Messwinkel 85°)

Je nach regionalen Unterschieden können die Glanzgradbezeichnung auch etwas abweichen, bspw. mittlerer Glanz auch als seidenglänzend bezeichnet werden.

## Korngröße
Angegeben sind die Korngröße in Mikrometer (μm) sowie der Anwendungszweck:
- Fein bis 100 μm – Innendispersionsfarben
- Mittel bis 300 μm – Streichputze
- Grob bis 1500 μm – feine Strukturputze
- Sehr grob über 1500 μm – grobe Strukturputze

## Wasserdampf-Diffusionsstromdichte
Je höher die Klasse der Wasserdampf-Diffusionsstromdichte, umso kleiner ist der sd-Wert und umso wasserdampfdurchlässiger ist die Beschichtung.
- Klasse V1 = hoch
- Klasse V2 = mittel
- Klasse V3 = niedrig

## Durchlässigkeit für Wasser
Je niedriger die W-Klasse, wobei W1 am höchsten und W3 am niedrigsten ist, desto geringer ist die Wasseraufnahme des Beschichtungsstoffs.
- Klasse W1 = hoch
- Klasse W2 = mittel
- Klasse W3 = niedrig

## Rissüberbrückung
Die Rissüberbrückung wird ebenfalls nach einem genormten Verfahren bestimmt und die Rissweite in Mikrometer (μm) angegeben.
- Klasse A1 > 100
- Klasse A2 > 250
- Klasse A3 > 500
- Klasse A4 > 1.250
- Klasse A5 > 2.500

## Kohlenstoffdioxid-Durchlässigkeit
- Klasse C1 = < 5  > 50